# Steven Universe
Steven Universe je americký animovaný televizní seriál animátorky a producentky Rebeccy Sugarové vysílaný na stanici Cartoon Network od roku 2013. V září 2019 vyšel televizní film Steven Universe: The Movie, který navazuje na pátou řadu. Pátá řada byla poslední plnohodnotnou řadou a děj seriálu byl završen v lednu 2019. V prosinci 2019 byla navíc odvysílána desetidílná minisérie s podtitulem Future s novými úvodními titulky a znělkou, která hrála úlohu epilogu a vrátila se k některým dříve neukončeným dějovým liniím.

## Synopse
Seriál je o dospívání hlavní postavy seriálu, napůl lidského chlapce jménem Steven Universe (Zach Callison). Steven žije ve fiktivním městečku Beach City se skupinou neorganických mimozemských bytostí inspirovaných kameny, které si říkají Křišťálové drahokamy: Garnet – granát (Estelle), Amethyst – ametyst (Michaela Dietz) a Pearl – perla (Deedee Magno Hall). S nimi se vydává na výpravy na jiné planety  bojovat s monstry a jinými mimozemskými drahokamy, s některými z nichž se nakonec spřátelí (s peridot, lapis lazuli a bismuth). Postupně se dozvídá od Křišťálových drahokamů a svého otce Grega (Tom Scharpling) více informací o svojí matce Rose Quartz (růženín), která byla původní velitelkou Křišťálových drahokamů a kterou sám nikdy nepoznal.

## Produkce
Autorkou seriálu je animátorka a producentka Rebecca Sugarová, která dříve pracovala na jiném seriálu stanice Cartoon Network Čas na dobrodružství (Adventure Time) jako scenáristka, kreslířka storyboardů a textařka. Nebinární identita Sugarové ovlivnila její pojetí a diverzitu seriálových postav. Pilotní díl vznikl v roce 2013. Epizody vycházely v blocích v nepravidelných intervalech.

### Hudba
Důležitou součástí výpravy pořadu jsou i originální písně rozličných žánrů. Úvodní znělku seriálu „We Are the Crystal Gems“, nazpívanou dabéry čtyř hlavních postav, napsala Rebecca Sugarová. V červnu 2017 vyšlo album Steven Universe Soundtrack: Volume 1 s výběrem 37 písní. 12. dubna 2019 vyšla další dvě digitální alba: Steven Universe Soundtrack: Volume 2, s 12 písněmi a Steven Universe: Karaoke s karaoke verzemi 11 oblíbených skladeb.

## Galerie

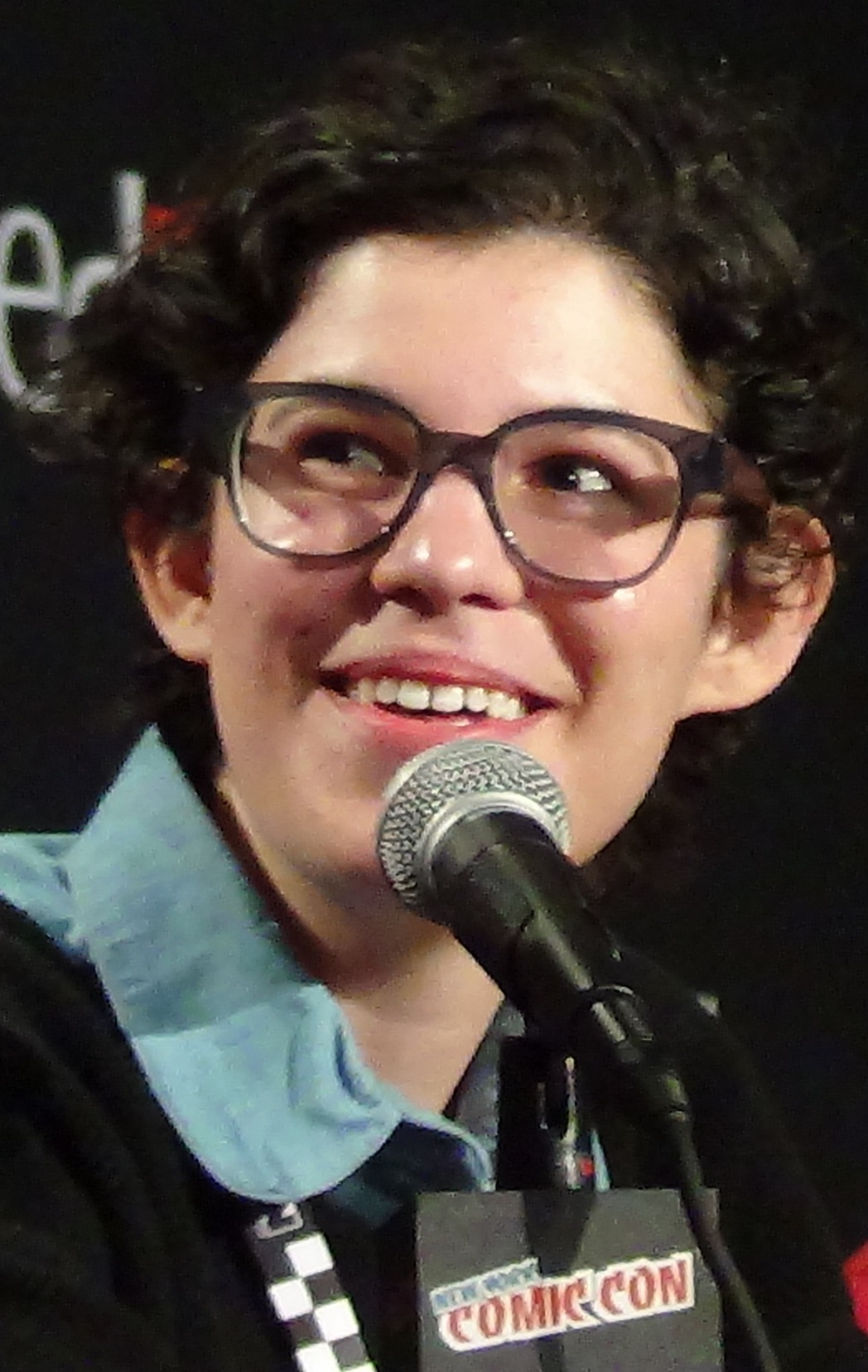
Tvůrkyně seriálu Rebecca Sugarová na newyorském Comic Conu, 2014
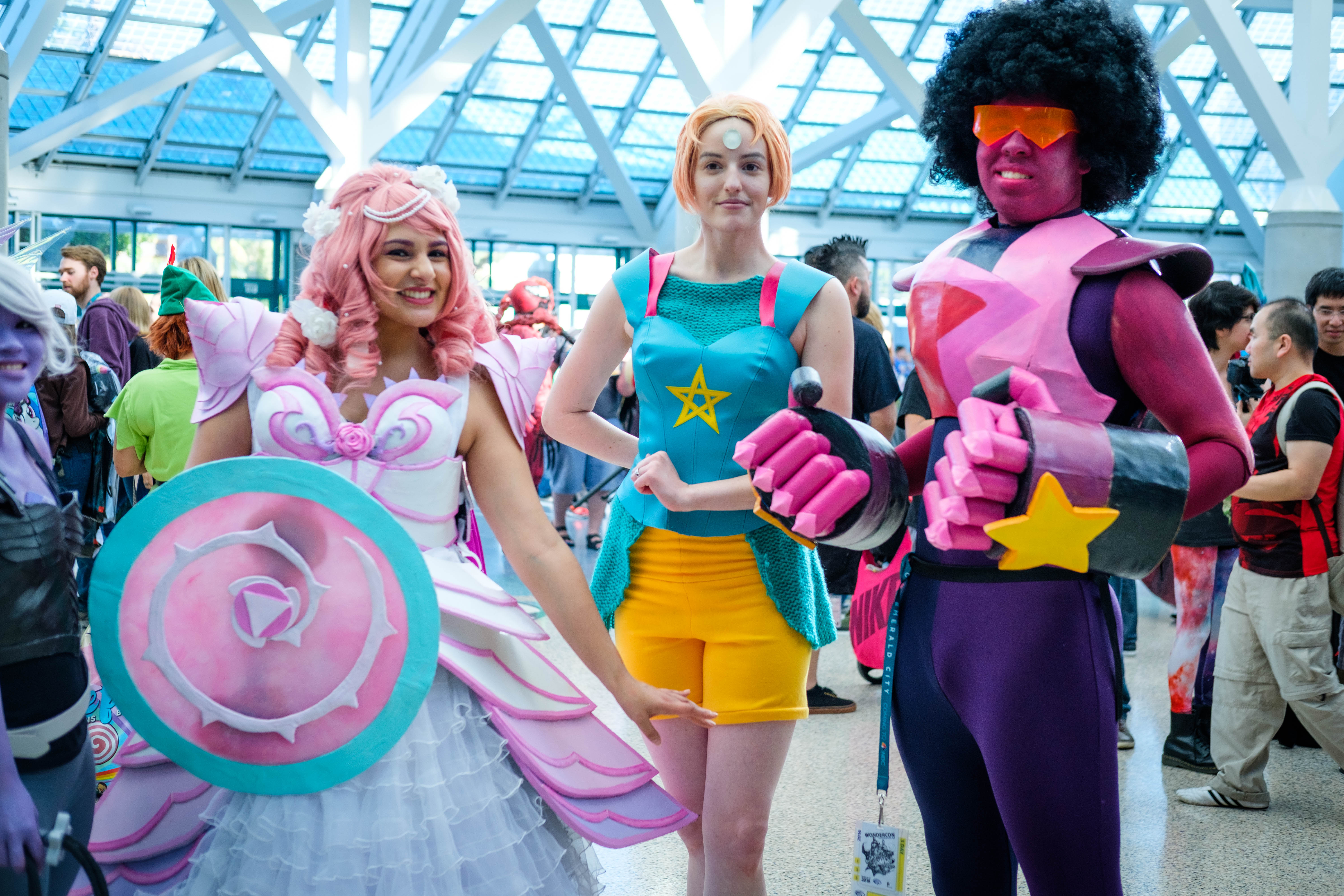
Cosplay tří postav ze seriálu (zleva Rose Quartz, Pearl a Garnet) na Wonderconu, 2016